# Марица Бодрожич
Марица Бодрожич (на хърватски: Marica Bodrožić) е хърватско-германска преводачка, сценаристка, поетеса и писателка. Пише на немски език. В България е издавана и като Марика Бодрожич.

## Биография и творчество
Марица Бодрожич е родена на 3 август 1973 г. в село Свиб, община Циста Прово, Далмация, СР Хърватия, СФР Югославия. До 10-годишна възраст е отгледана от дядо си в родното село. През 1983 г. се мести с родителите си в Хесен и посещава училище в Зулцбах, където учи немски език. Следва културна антропология, психоанализа и славистика в Гьоте университет Франкфурт на Майн във Франкфурт на Майн.
След дипломирането си работи като преводач от английски и хърватски на немски език. Пише есета, характеристики и рецензии за произведения на Назъм Хикмет, Ан Секстън, Робинсън Джефърс, Дубравка Угрешич, Данило Киш, Йосиф Бродски, Марина Цветаева и за двуезичието в творчеството на Елиас Канети и Владимир Набоков. Редовно провежда курсове по творческо писане в колежи и университети или е лектор от името на Гьоте-институт. Като гост-професор през 2011 г. е преподавала немска поезия от XX век и съвременна поезия в Дартмутския колеж в САЩ.
Първата ѝ книга, сборникът с разкази „Тито е мъртъв“, е издадена през 2002 г. В своето творчество активно застъпва темата за съвременната история на Хърватия, Хърватската война за независимост, съдбата на бежанците и културните връзки с родината.
През 2012 г. е издаден романът ѝ „Маса от черешово дърво и стари чувства“. Главната героиня на романа, Ариета Филипо, израства в Сараево, следва в Париж и живее в Берлин, защото войната в Югославия я лишава от родния дом и от близките. Тя носи със себе си стара маса от черешово дърво, която е наследила от баба си. В продължение на седем дни тя разглежда стари снимки и си припомня миналото, за да го приеме, да открие своя път към истината и да намери покой, за да продължи в настоящето. Романът получава положителни отзиви от критици и читатели, които го наричат „поетично произведение, което задълбочено изследва паметта и спомените“. Книгата получава наградата за литература на Европейския съюз за 2013 г., като тя е представителка на Германия.
За творчеството си получава много награди, наградата „Херман Ленц“ през 2001 г., наградата за инициатива за 2008 г., специалната награда за изявени нови автори за 2009 г., стипендията „Бруно Хек“, наградата на Лихтенщайн за 2011 г., наградата „ЛитераТур Норд“ и др.
Пише сценария и заедно с режисьорката Катя Гасер заснема през 2017 г. документалния филм „Картина на сърцето на паметта. Пътешествие из моята Хърватия“ (Das Herzgemälde der Erinnerung. Eine Reise durch mein Kroatien). През 2017 г. подписва Декларацията за общия език на хървати, сърби, бошняци и черногорци.
Марица Бодрожич живее в Берлин.

## Произведения

### Самостоятелни романи
- Der Spieler der inneren Stunde (2005)[1][2][3][4]
- Das Gedächtnis der Libellen (2010)
Паметта на водните кончета, изд. „Светлана Янчева – Изида“ (2017), прев. Ваня Пенева
- Kirschholz und alte Gefühle (2012) – награда за литература на ЕС
Маса от черешово дърво и стари чувства, изд. „Светлана Янчева – Изида“ (2018), прев. Ваня Пенева
- Mein weißer Frieden (2014)
- Das Wasser unserer Träume (2016)

### Сборници
- Tito ist tot (2002) – разкази
Тито е мъртъв, изд.: ИК „Персей“, София (2015), прев. Ваня Пенева
- Der Windsammler (2007) – разкази

### Поезия
- Ein Kolibri kam unverwandelt (2007)
- Lichtorgeln (2008)
- Quittenstunden (2011)

### Разкази
- Обожателят на лилиите, сп. „Литературен вестник“, бр. 24 (2002), прев. Мария Каро

### Документалистика
- Sterne erben, Sterne färben. Meine Ankunft in Wörtern (2007)
- Mein weißer Frieden (2014)
- Das Auge hinter dem Auge. Betrachtungen (2015)
- Die Wahrheit kann niemand verbrennen. Über die Blickrichtung der Liebe bei Mechthild von Magdeburg (2018)
- Poetische Vernunft im Zeitalter gusseiserner Begriffe (2019) – есета
- Die Ohren der Sprache schlafen nicht (2019)
- Das befristete Dasein der Gleichgültigen (2020) – пътеписи
- Pantherzeit. Vom Innenmaß der Dinge (2021)
- Die Arbeit der Vögel. Seelenstenogramme (2022)
- Mystische Fauna. Von der Liebe der Tiere (2023)

### Екранизации
- 2017 Das Herzgemälde der Erinnerung. Eine Reise durch mein Kroatien

## Награди
- 2001 – Награда „Херман Ленц“[1][2][3][4]
- 2002 – Награда за нововъзникващ автор „Хаймито фон Додерер“ за „Тито е мъртъв“
- 2003 – Награда „Аделберт фон Шамисо“ за постижения
- 2004 – Безвъзмездна помощ от Фондация „Роберт Бош“ за сборника Der Windsammler
- 2005 – Награда за постижения „Адалберт Щифтер“
- 2006 – Годишна стипендия от Фонда за немска литература
- 2007 – Берлинска награда за изкуство (за литература) на Академията по изкуствата (Берлин)
- 2007 – Стипендия от къщата на художниците „Еденкобен“
- 2009 – Научна награда „Бруно Хек“, специална награда за изключителни млади автори
- 2011 – Награда за литература на Лихтенщайн за поезия
- 2011 – Гост-професор в Дартмутския колеж, САЩ
- 2013 – Награда на ЛитераТур Норд
- 2013 – Кранихщайнска литературна награда
- 2013 – Награда за литература на Европейския съюз за „Маса от черешово дърво и стари чувства“
- 2014 – Писател резидент в Брюксел
- 2015 – Литературна награда на Фондация „Конрад Аденауер“
- 2016 – Писател резидент Турку, Финландия
- 2017 – Награда на лекция по поетика на Рикарда Хух в литературния свят на град Брауншвайг
- 2017/2018 – гост-професор през зимен семестър в Германския литературен институт в Лайпциг
- 2020 – Награда за литература „Валтер Хазенклевер“
- 2021 – Награда „Манес Шпербер“ за цялостно творчество